# Museo d'arte contemporanea San Rocco
Il Museo d'arte contemporanea San Rocco di Trapani è un museo che raccoglie una significativa collezione di arte contemporanea, anche sacra. È gestito dalla diocesi di Trapani, attraverso la fondazione Pasqua 2000.
Ne fanno parte anche la Collezione DiART, collocata al Seminario vescovile a Casa Santa, e la chiesa degli artisti S. Alberto degli Abati di via Garibaldi, nel centro storico della città.

## Storia
Nel 2004 nasce come "Collezione diocesana d’Arte religiosa contemporanea DiART" negli ultimi due piani del seminario, voluta dal vescovo Francesco Miccichè e inaugurata dall'allora direttore dei Musei Vaticani Francesco Buranelli; collezione che oggi conta circa 130 artisti, di 22 nazioni, per un totale di circa 200 opere.
Nel 2012 apre la sede nella chiesa convento di San Rocco, inaugurata nel 2014 dal vescovo Pietro Maria Fragnelli, dove sono esposte opere di 23 artisti internazionali come Carla Accardi, Alberto Gianquinto, Turi Simeti, Adrian Paci, Minjung Kim e Jung Uei Jung.